# Haricots en saumure
Pour les articles homonymes, voir Haricot (homonymie) et Saumure (homonymie).
Les haricots en saumure ou haricots verts au sel (süeri bohne, haricot fermenté, en alsacien) est une spécialité culinaire rustique traditionnelle de la cuisine alsacienne, à base de haricots verts conservés en saumure, généralement accompagnés de pommes de terre et de viandes salées ou fumées alsaciennes (variante de la choucroute d'Alsace garnie).

## Étymologie
Süeri bohne (haricot fermenté) est issu de bohne (haricot) et de süeri (fermenté), en alsacien (ou saure Bohnen, en allemand).

## Histoire

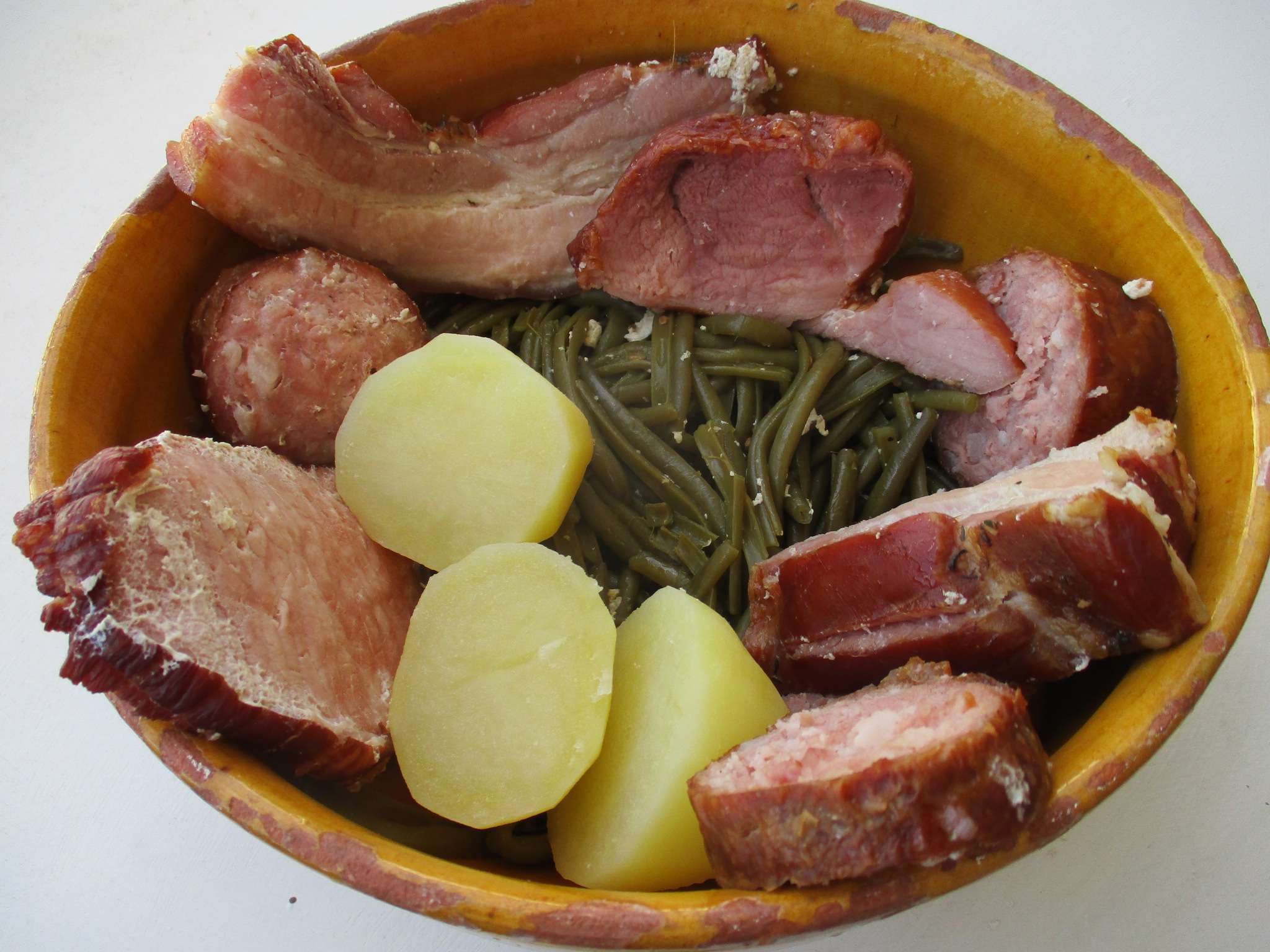

Il s'agit de haricots conservés en saumure par lacto-fermentation (comme la choucroute) une spécialité culinaire alsacienne similaire à la choucroute, mais préparée avec des haricots verts.
Cette solution ancestrale de conservation des aliments est héritière des cuisines gauloise, antique et médiévale. Les haricots verts frais de jardin potager peuvent être conservés naturellement durant une année, mélangés avec du sel dans des bocaux ou dans un récipient en grès fermé le plus hermétiquement possible, dans une cave,.
Comme la choucroute d'Alsace, ils peuvent être consommés (après avoir été dessalés dans l'eau pendant 24 h) avec des pommes de terre et diverses viandes salées ou fumées alsaciennes.